# Salo (empresa)
Salo S.A. fue una empresa chilena de productos de entretenimiento, creada en 17 de mayo de 1962 y declarada en quiebra en 19 de marzo de 2010. A pesar de que sus principales artículos comercializados eran los álbumes de láminas, en sus últimos años diversificó su ámbito de producción a juegos de cartas coleccionables, además de productos nuevos como álbumes, tarjetas de abono de juegos en línea como Dofus— siendo su mayor éxito el juego de cartas Mitos y leyendas —, cadenas de retail (Kiosko Salo), historietas, juguetes, y otros elementos de colección y marketing. Su eslogan era ¡Lo más entretenido!
Salo tuvo presencia en Latinoamérica, y en otros países como Alemania, Bélgica, Inglaterra, España, Australia y Estados Unidos, y forjó una alianza con la empresa mexicana Editorial Televisa para distribución en ese país norteamericano.

## Historia
En 17 de mayo de 1962, cuando Chile se preparaba para ser el anfitrión del Mundial de Fútbol, Salomón "Don Salo" Melnick Mirochnick, era propietario de un par de confiterías en el centro de Santiago. En ese tiempo, debido la mala racha del azúcar en el país, ambas confiterías estaban a punto de quebrar, pero de pronto, surgió de la mente de "Don Salo", la novedosa y creativa idea de publicar en Chile el primer álbum de figuritas con motivo del gran evento futbolístico que se acercaba.
Aprovechando de esta manera el mercado confitero y el idóneo escenario futbolístico, se creó Caramelos Campeonato, el primer álbum chileno, que presentaba cerca de 268 figuritas coleccionables de los jugadores más populares del mundo. Lo más novedoso de todo es que venían con los dulces que "Don Salo" vendía en su confitería. Fue tan grande el éxito del álbum en aquellos años, que incluso se llegaron a regalar cinco citronetas entre los coleccionistas.
El 2 de marzo de 1974, una nueva generación de profesionales estableció en Santiago la empresa Salo.
A fines del 2008, Salo S.A. empezó a tener bajas en sus ventas, lo que culminó con su quiebra, declarada el 19 de enero de 2010. En junio de 2010, la italiana Editorial Panini adquirió el total que declaró en quiebra, hoy en día forma la división de Panini Chile.